# Nokia 3210
El Nokia 3210 fue un teléfono muy popular, lanzado en 1999. Fue uno de los primeros teléfonos sin antena externa. El público objetivo fueron los jóvenes, por primera vez en la industria de la telefonía móvil. La inclusión de 3 juegos, carcasas intercambiables, tonos de llamada personalizables, envío de imágenes en SMS y un precio competitivo consiguieron que tuviera una gran popularidad en jóvenes de entre 15 y 25 años. 
Este modelo fue sucedido por el Nokia 3310.

## Interfaz de usuario
Pulsando el botón de encendido en la parte superior del móvil, se enciende el teléfono. Tras teclear el código de seguridad PIN, se muestra la GUI, indicando el nivel de la señal (1-4 barras), nivel de batería y el operador de red. Pulsando el botón (-) se accede al menú principal del teléfono, conteniendo los siguientes elementos:
1. Agenda telefónica
2. Mensajes
3. Registro de llamadas
4. Ajustes
5. Desvío de llamadas
6. Juegos
7. Calculadora
8. Reloj
9. Tonos
10. Mis servicios (dependiendo de la configuración de la tarjeta)

## Dimensiones
Dispone de una pantalla monocromo de 84 x 48. Pesa 153 g y su tamaño es de 123,8mm x 50,5mm x 16,7mm (mín,), 22,5mm (máx.).

## Características notables
- 3 juegos preinstalados: Snake (convirtiéndose en un clásico), Memory (juego de memorizar pares), y Rotación. La adición de dichos juegos proporcionó altas ventas en el mercado. Algunas versiones del 3210 incluían los juegos "ocultos" React y Logic, los cuales se activaban mediante un software y cable de datos.[1]
- El 3210 se caracterizó por su antena interna: la primera para un móvil. Esto distinguió el teléfono de otros que contaban con una gran y vistosa antena. La recepción, aunque algo más pobre que su predecesor, Nokia 3110, era aún muy buena.
- El móvil implementaba alerta por vibración, otra innovación en un teléfono Nokia.
- Se implementaron en el teléfono el envío de 'Mensajes en imágenes' mediante SMS, permitiendo a los usuarios enviar imágenes preinstaladas a otros usuarios. Entre otros, destacaba el 'Happy Birthday' (feliz cumpleaños).
- El teléfono era competitivo en cuanto a precio, particularmente entre adolescentes y jóvenes profesionales. Esto ocurría en un momento en el que aún pocos jóvenes tenían acceso a un teléfono móvil, el cual se identificaba con profesionales de mayor edad y con gente de negocios.
- El Nokia 3210 fue el primer móvil en permitir a sus usuarios componer sus propios tonos de llamada.

## Especificaciones del teléfono
- Tiempo en espera:  55-260 horas
- Tiempo de conversación:  180-270 minutos
- Tiempo de carga:  4 horas
- Tensión de alimentación:   2,4 V. (Batería en NiMH)
- Compositor de Tonos
- Doble banda:  si
- Alerta por vibración (opcional)
- Marcación rápida
- 3 juegos
- Antena interna
- Luz de fondo verde
- Carcasas intercambiables